# Marma (geslacht)
Marma is een geslacht van spinnen uit de familie springspinnen (Salticidae).

## Soorten
De volgende soorten zijn bij het geslacht ingedeeld:
- Marma baeri Simon, 1902
- Marma femella (Caporiacco, 1955)
- Marma nigritarsis (Simon, 1900)